# Sibine nitens
Sibine nitens är en fjärilsart som beskrevs av Dyar. Sibine nitens ingår i släktet Sibine och familjen snigelspinnare. Inga underarter finns listade i Catalogue of Life.